# キン肉マン 正義超人vs戦士超人
『キン肉マン 正義超人vs戦士超人』（キンにくマン せいぎちょうじんたいせんしちょうじん）は、東映まんがまつり枠内で1986年12月20日に公開された劇場版アニメの最終第7作。ゆでたまごの漫画『キン肉マン』を原作とする。上映時間は51分。
キャッチコピーは「みろッ!これが友情、努力、勝利のネオ・キン肉バスターだッ!!」。
テレビアニメ版『キン肉マン』放送終了後に放映された。

## 概要
観客動員数164万人。基本ストーリーはゆでたまごの読み切り漫画『デスゲーム』を基にしている。「夢の超人タッグ編」ラストで、空中で爆散したと思われたネプチューンマンが生きており、キン肉マンに協力する。しかしながらネプチューンマンは戦士超人（後述）であったとする設定であり、原作とそれを下敷きにしたテレビアニメとはパラレル・ワールド関係にある。
田宮武は「本作の人気次第では、春からテレビアニメの放映を再開する可能性があるんです」と語っていたが、この時点では実現には至らず、第2期『キン肉星王位争奪編』は約5年後の1991年10月まで待つこととなった。

## あらすじ
「キン肉マンとあそぼう世界の子どもたち!!」大会を無事終えたキン肉マン。記者会見によりスーパーヒーローホテルに赴くことを委員長より告げられるが、先に行ったはずのミートがさらわれてしまう。
偽委員長にミートをさらわせた鉄仮面は、ミートを人質にし交換条件として南シナ海に浮かぶインモラ島の七重の塔の戦士超人を負かし秘宝を持ち帰れば返すと約束するが、過去一族を侮辱されたことで怒り心頭に発したグレートウコン2世の手によりミートは戦士超人に引き渡され、要求を呑まざるを得なくなる。
鉄仮面は道案内に死刑囚の4771号を紹介するが、その素顔は生き延びるも身を持ち崩し、暴力沙汰を起こしたネプチューンマンであった。キン肉マンは正義超人仲間にも助勢を頼むが皆別用で断られ、そのままインモラ島へ勇躍向かう。

## ゲストキャラクター
鉄仮面
本作における黒幕的存在で、ミートを人質にしてキン肉マンにインモラ塔の秘宝奪還を依頼した謎の人物。2本の角を生やした鉄仮面で顔を隠している。その正体は戦士超人の元科学者ゲオルグ博士。過去に幾多の銀河系を破壊できるほどの宇宙の最終兵器を設計したが、その設計図をビッグシンジョーにより奪われ、キン肉マンにそれを持ち帰らせようとしていた。そして手に入れた後はその破壊兵器を用いて自らが宇宙の支配者になろうと企んでいた。その素顔はビッグシンジョーに襲われた時に起きた火災による火傷を負っている。武器としてレーザーガンを使用しており、本人の戦闘能力はさほど高くない様子。逃走の際、屋上にヘリコプターが離陸準備されており、戦士超人たちの大半が壊滅したのを見計らって侵入してきた模様。屋上にてビッグシンジョーと設計図の奪い合いになるが、そこへ現れたネプチューンマンの「マグネットパワー」により二人して動きを封じられ、キン肉マンと共に放たれた「クロスボンバー」によりKO。ネプチューンマンの自爆の道連れにされビッグシンジョーとともに粉々に砕け散った。

### 戦士超人
インモラ島を守る戦うことが生き甲斐の残虐超人たち。自分たちが宇宙一強いと自認している。総大将であるビッグシンジョーのもと、密かに全宇宙制服を目論む。
ビッグシンジョー
ビッグ・シンジョウとも表記。戦士超人軍団の総大将。邪悪な心で全宇宙征服を夢見ている。ネプチューンマンと指導者の座を争った過去を持つ。催眠術を使ってミートを操り、正義超人の得意技を聞き出した。七重の塔最上階でキン肉マンと闘い、新キン肉バスターにより倒されるも気絶した振りをし、そこへ現れたゲオルグの設計図を奪い逃亡を図る。ネプチューンマンのマグネット・パワーにより動きを封じられ、キン肉マンとネプチューンマンのクロス・ボンバーを受けKO。最後はゲオルグ共々、ネプチューンマンの自爆の道連れとなり爆死。同時に七重の塔も大爆発して果てた。
膝からの光線「ビッグ・シン・オーラ」と竜巻を発生させ相手を切り刻む「シンジョウ・サイクロン」が必殺技。
ミョウオウ
ミョウオーとも表記。七重の塔1階の番人。口から炎を吐くことができる。テリーマンと闘う。テリーマンを技で圧倒し、周りの火の海にし脱出しようとするが、立ち上がったテリーマンのカーフ・ブランディングにより鉄柱にたたきつけられ敗北する。
センジュカーン
センジュ・カーンとも表記。七重の塔2階の番人。実際の千手観音のように8本の腕を持つ。ブロッケンJr.と闘う。8本の腕でブロッケンJr.を締め付けるが、攻撃を受け切ったブロッケンのベルリンの赤い雨により腕をすべて切断され敗北する。
トーホーテーン
トウホーテンとも表記。七重の塔3階の番人。2本の長い牙と象のような鼻をもった超人。ウォーズマンと闘う。ウォーズマンのスクリュードライバーを口で受け止め、胸に鼻先の角を突き刺しウォーズマンの身動きを取れなくするが、高笑いしているうちにベアークローを胸に投げつけられ敗北する。
ニオーマン
七重の塔4階の番人。「ただの技では力にはかなわんのだ」と豪語する怪力超人だが、身のこなしも軽い。ラーメンマンと闘う。ラーメンマンを力で圧倒し、勝利を確信するが、ラーメンマンの「秘伝・骨崩し」により締め付けられ敗北。
マゴラカス
七重の塔5階の番人。頭に4つの目と9本の角を持つ。バッファローマンと闘う。ハリケーン・ミキサーを受け止めるほどのパワーを誇り、頭部の9本の角でバッファローマンの胸を刺すが、バッファローマンがロングホーンをブーメランのように投げつけ、それを脳天に食らい敗北した。
ザ・コンゴー
七重の塔6階の番人。ロビンマスクと闘う。左腕が鞭のようになっており、それでロビンのタワーブリッジを破り、ロビンを締め付けるが、これを利用した体当たりにより塔の外まで飛ばされ倒される。
後の連載作品『キン肉マンII世』の「特別編 〜倫敦の若大将!〜」にてテリーマンの持っていたメモに彼の名前があり、出身地は日本であることが判明している。
このほか大勢の部下が登場するが、リキシマン、ジェロニモにより倒され、大半は地割れが発生した際に海に沈められていた。

### そのほかの超人
グレートウコン2世
ウコン一族の子孫。貴族風の恰好している。キン肉マンにウコン一族を散々侮辱された恨みで、鉄仮面が人質にしていたミートを戦士超人に売り渡す。
ペーパー
グレートウコン2世の一番弟子。ウコンが自己紹介をした後、勝手に名前を名乗りながらウコン一族の家系図を破ってしまい、叱られていた。後始末をいつもやらされている。

## 声の出演
- キン肉マン - 神谷明
- ミート君 - 松島みのり
- 中野さん - はせさん治
- ナチグロン - 山本圭子
- キン肉大王 - 岸野一彦
- キン肉王妃 - 山口奈々
- 委員長 - 北川米彦
- テリーマン - 田中秀幸
- ウォーズマン - 堀秀行
- ジェロニモ - 塩沢兼人
- ロビンマスク - 郷里大輔
- ラーメンマン - 銀河万丈
- バッファローマン、イワオ[10] - 佐藤正治
- リキシマン - 広瀬正志
- キン骨マン - 二又一成
- ブロッケンJr.、与作さん[10] - 水鳥鉄夫
- 五分刈刑事 - 戸谷公次
- ナツコ - 鶴ひろみ
- マリさん - 中島千里
- 戦士超人ミョウオウ - 田中和実
- 戦士超人センジュカーン - 平野正人
- ギャルA - 木下朋枝
- ギャルB - 松井摩味
- 鉄仮面 - 大塚周夫

## スタッフ
- 製作総指揮：今田智憲
- 企画：田宮武
- 原作：ゆでたまご
- 脚本：山崎晴哉
- 音楽：風戸慎介
- 撮影監督：玉川芳行
- 編集：祖田冨美夫
- 録音：市川修
- 美術監督：襟立智子
- 作画監督：森利夫
- 製作担当：関良宏
- 監督：山吉康夫
- 原画：高橋英吉、深谷英作、小曽根孝夫、山崎唯文、福井淳子
- 動画：松村啓子、上野茂々子、大村まゆみ、杉山典子、上野千夏、河副冨美子、河原井敦子、川島由美子、北島由美子、渡辺幸枝、村瀬園美、望月頼子、中山美穂、鈴木洋美、臼井研二、長崎たかはる、面谷知志、絵山勝宣、井上富士男、高橋良行
- 動画チェッカー：小沢俊幸
- 背景：井出智子、壇久美子、松尾美千代、田中みつる、平山恵子、橋詰薫
- セログラフ：金井八重子
- トレース：菊池聖子
- 彩色：上條千鶴、春日万裕子、高橋栄子、畠山貞子、今井政代、相川真樹、鈴木義剛、岩根英利、柏谷精作、田村明美
- 検査：新井マリー
- 特殊効果：山本功
- 撮影：沖野雅英、渡辺英俊、吉田光伸、米金仁、津田輝王、岡本英一郎、小室正一、小林尚美、藤倉直人、大貫昌男
- ネガ編集：福光衣久子
- 音響効果：横山正和
- 仕上進行：服部達也
- 美術進行：御園博
- 記録：原芳子
- 助監督：浅田裕二
- 製作進行：城田佳和、和田裕一
- 録音スタジオ：タバック
- 現像：東映化学

## 主題歌
オープニングテーマ - 『キン肉マン旋風（センセーション）』
歌 - 串田アキラ / 作詞 - 森雪之丞 / 作曲 - 芹澤廣明 / 編曲 - 京田誠一
エンディングテーマ - 『キン肉マン倶楽部』
歌 - 神谷明 / 作詞 - 森雪之丞 / 作曲 - 芹澤廣明 / 編曲 - 京田誠一

## 同時上映
- ゲゲゲの鬼太郎 激突!!異次元妖怪の大反乱
- ドラゴンボール 神龍の伝説

## 映像ソフト
いずれも東映ビデオより発売。
- VHS

1987年5月9日に発売。
- DVD
  - キン肉マン THE☆MOVIES
2004年4月21日発売。
  - キン肉マン コンプリートDVD-BOX
2008年12月20日発売。